# Apelles (Bibel)
Apelles war ein stadtrömischer Christ. Er wird erwähnt in Röm 16,10 , wo Paulus von Tarsus ihn einen „Bewährten in Christus“ nennt. Mit dieser Formulierung wird er wahrscheinlich als Missionshelfer bezeichnet, auf den Paulus sich in schwierigen Situationen verlassen konnte. Peter Lampe, der die Namen in der paulinischen Grußliste untersucht hat, rechnet Apelles unter die Personen, für die eine Zuwanderung aus dem Osten des Reichs wahrscheinlich ist.